# Pipasi Shuiku
Pipasi Shuiku (kinesiska: 琵琶寺水库) är en reservoar i Kina. Den ligger i provinsen Henan, i den centrala delen av landet, omkring 130 kilometer nordost om provinshuvudstaden Zhengzhou. Pipasi Shuiku ligger 114 meter över havet. Arean är 0,47 kvadratkilometer. Trakten runt Pipasi Shuiku består till största delen av jordbruksmark. Den sträcker sig 1,1 kilometer i nord-sydlig riktning, och 0,8 kilometer i öst-västlig riktning.
Genomsnittlig årsnederbörd är 689 millimeter. Den regnigaste månaden är juli, med i genomsnitt 209 mm nederbörd, och den torraste är januari, med 3 mm nederbörd.